# Hova (Zweden)
Hova is een plaats in de gemeente Gullspång in het landschap Västergötland en de provincie Västra Götalands län in Zweden. De plaats heeft 1375 inwoners (2005) en een oppervlakte van 181 hectare.

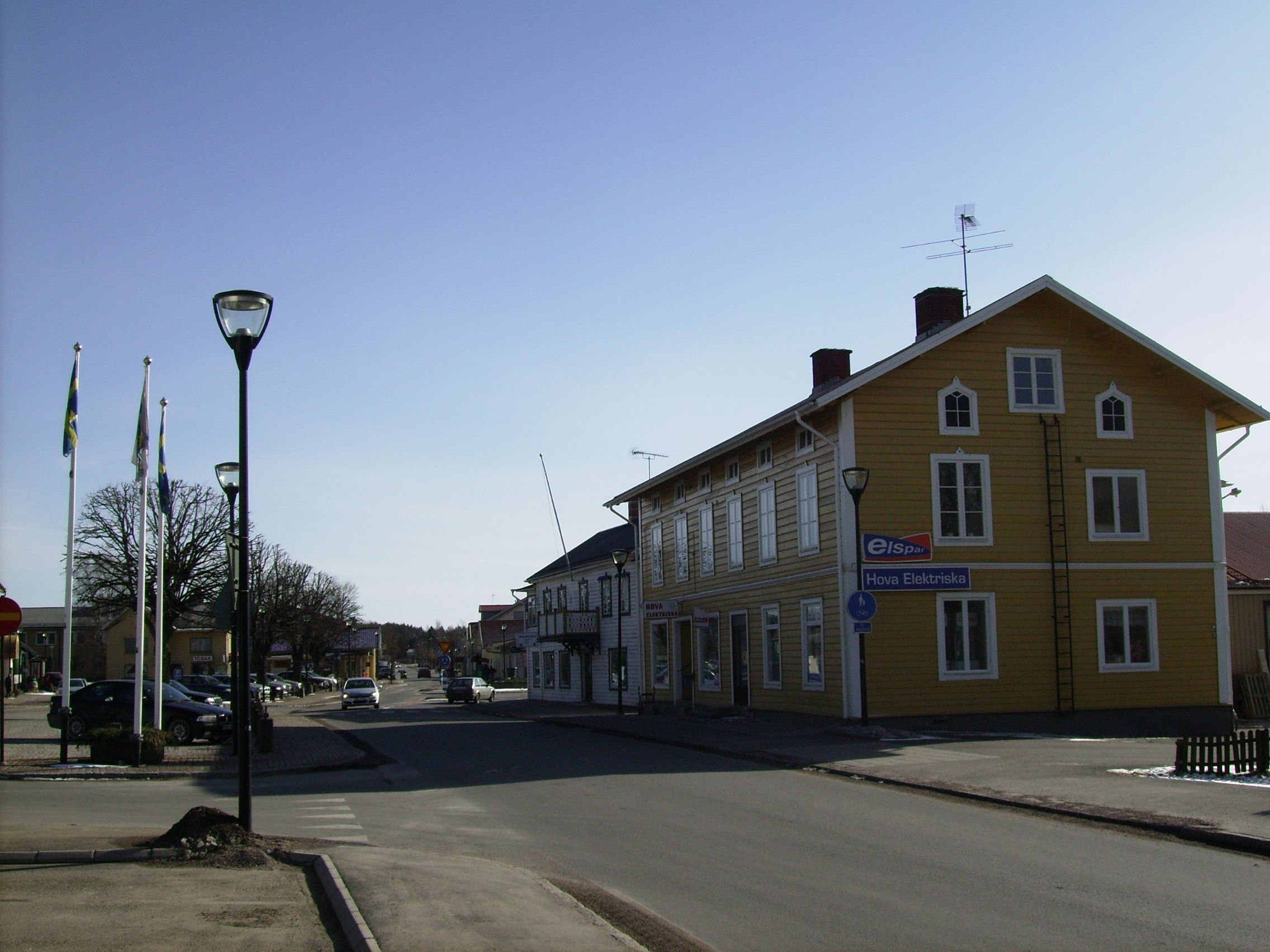
Centrum van Hova
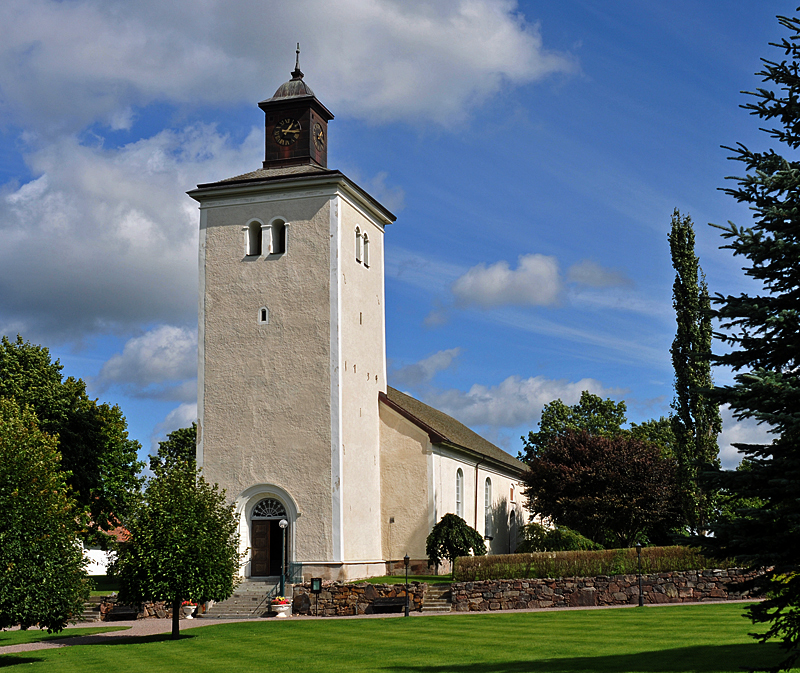
Kerk van Hova

## Verkeer en vervoer
Bij de plaats lopen de E20 en Länsväg 200.
De plaats heeft een station aan de spoorlijnen Göteborg Västgöta - Gårdsjö / Gullspång en Göteborg - Gårdsjö / Gullspång.

## Geboren
- Stig Anderson (25 januari 1931 - 12 september 1997, Stockholm), manager van ABBA